# Épeigné-les-Bois
Épeigné-les-Bois – miejscowość i gmina we Francji, w Regionie Centralnym, w departamencie Indre i Loara.
Według danych na rok 1999 gminę zamieszkiwały 376 osoby, a gęstość zaludnienia wynosiła 26 osób/km² (wśród 1842 gmin Regionu Centralnego Épeigné-les-Bois plasuje się na 786. miejscu pod względem liczby ludności, natomiast pod względem powierzchni na miejscu 901.).